# Baticulo
En náutica, el baticulo puede referirse a:Tubo pequeño 
- a una mesana pequeña o especie de cangrejo que usan los faluchos y otras barcos de vela latina.
- se llama baticulo de mastelero de gavia al cabo grueso que sirve para sostener el mastelero, en caso de fallar el virador, cuando se guinda o cala aquel.

También se conoce con el nombre de baticulo al hinojo o perejil marino.